# ダニー・エベレット
ダニー・エベレット (Danny Everett、1966年11月1日 - )は、アメリカ合衆国の陸上競技選手。400mを専門とする選手で1988年ソウルオリンピックと、1992年バルセロナオリンピックに出場。
ソウル大会では、400mに出場し、44秒09のタイムで、同じアメリカのスティーブ・ルイス、ブッチ・レイノルズに次いで銅メダルを獲得。アメリカが表彰台を独占した。
4×400mリレーにも出場し、第1走を走り、アメリカが1968年メキシコシティーオリンピックで出した2分56秒16に20年ぶりに並ぶ世界タイ記録で金メダルを獲得した。
1992年のバルセロナオリンピックでも400mに出場。優勝候補と目され、準決勝まで残るが、けがのために満足に走れず決勝に残ることができなかった。

## 主な実績
| 年   | 大会           | 場所             | 種目      | 結果 | 記録      |
| ---- | -------------- | ---------------- | --------- | ---- | --------- |
| 1987 | 世界陸上選手権 | ローマ(イタリア) | 4×400mﾘﾚｰ | 金   | 2分57秒29 |
| 1988 | オリンピック   | ソウル(韓国)     | 400m      | 銅   | 44秒09    |
| 1988 | オリンピック   | ソウル(韓国)     | 4×400mﾘﾚｰ | 金   | 2分56秒16 |
| 1991 | 世界陸上選手権 | 東京(日本)       | 400m      | 銅   | 44秒63    |
| 1991 | 世界陸上選手権 | 東京(日本)       | 4×400mﾘﾚｰ | 銀   | 2分57秒57 |

## 自己ベスト
- 400m　43秒81 (1992年)